# Ulla Andersson (styrelseledamot)
Ulla Birgitta Andersson, född 9 maj 1941 i Lerbo, död 15 november 2019, var en svensk lantbrukare i Valla och hembygdsprofil i Lerbo.
Hon studerade vid lantbruksskola 1960–1961, på folkhögskola 1965–1967, och sedan åter på lantbruksskola 1969. Hon arbetade på faderns gård 1962–1975, och från 1975 drev hon sitt eget lantbruk.
Hon har varit ledamot i kommunfullmäktige, ledamot i miljö- och hälsoskyddsnämnden, ledamot i taxeringsnämnden, ordförande för Svenska Blå Stjärnan, aktiv i Röda Korset Södermanland, vice ordförande i Kvinnojouren, styrelseledamot i Lantbrukarnas riksförbund, vice ordförande i Folkpartiets kvinnoförbund Södermanland, styrelseledamot i Zonta, ordförande för Folkpartiet i Valla, styrelseledamot i Studieförbundet Vuxenskolan, styrelseledamot i Lerbo kyrkoråd samt styrelseledamot i Föreningsbanken.
Hon var dotter till Elis Andersson och Brita, född Boberg.